# Stewart SF2
Der Stewart SF2 war der Formel-1-Rennwagen von Stewart Grand Prix für die Saison 1998, der an allen 16 Rennen der Saison teilnahm.

## Technik und Entwicklung

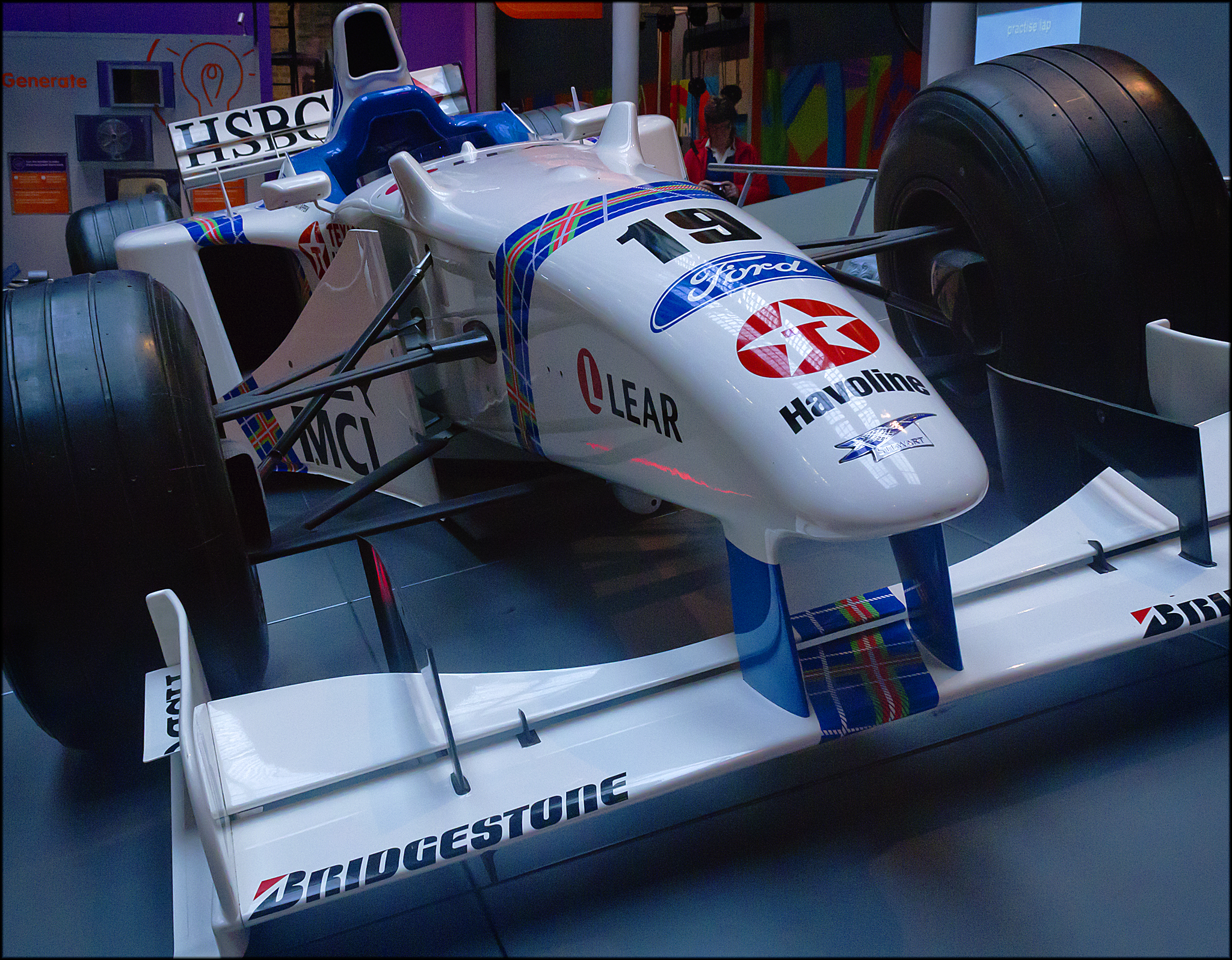
Der Frontflügel
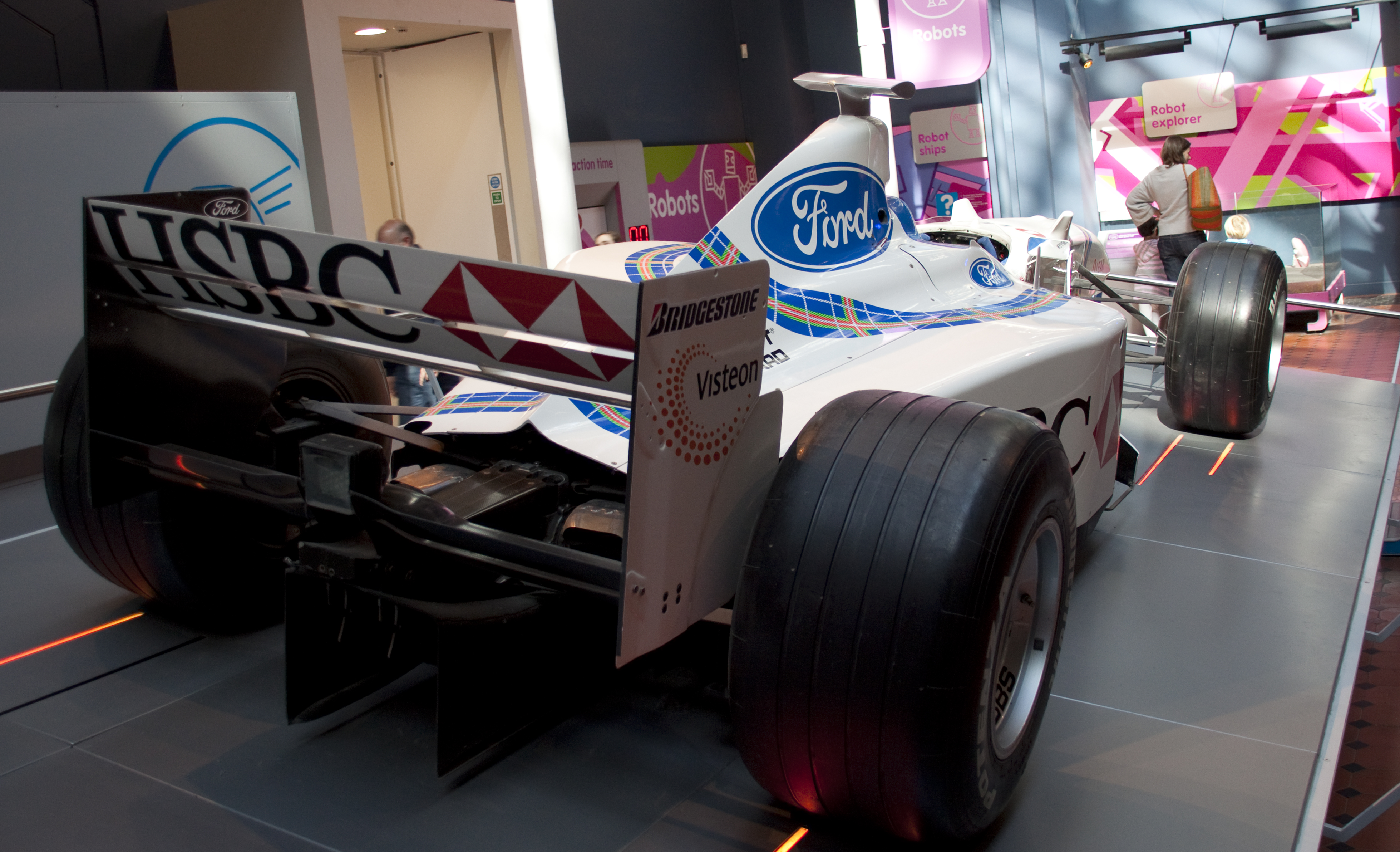
Der Heckflügel
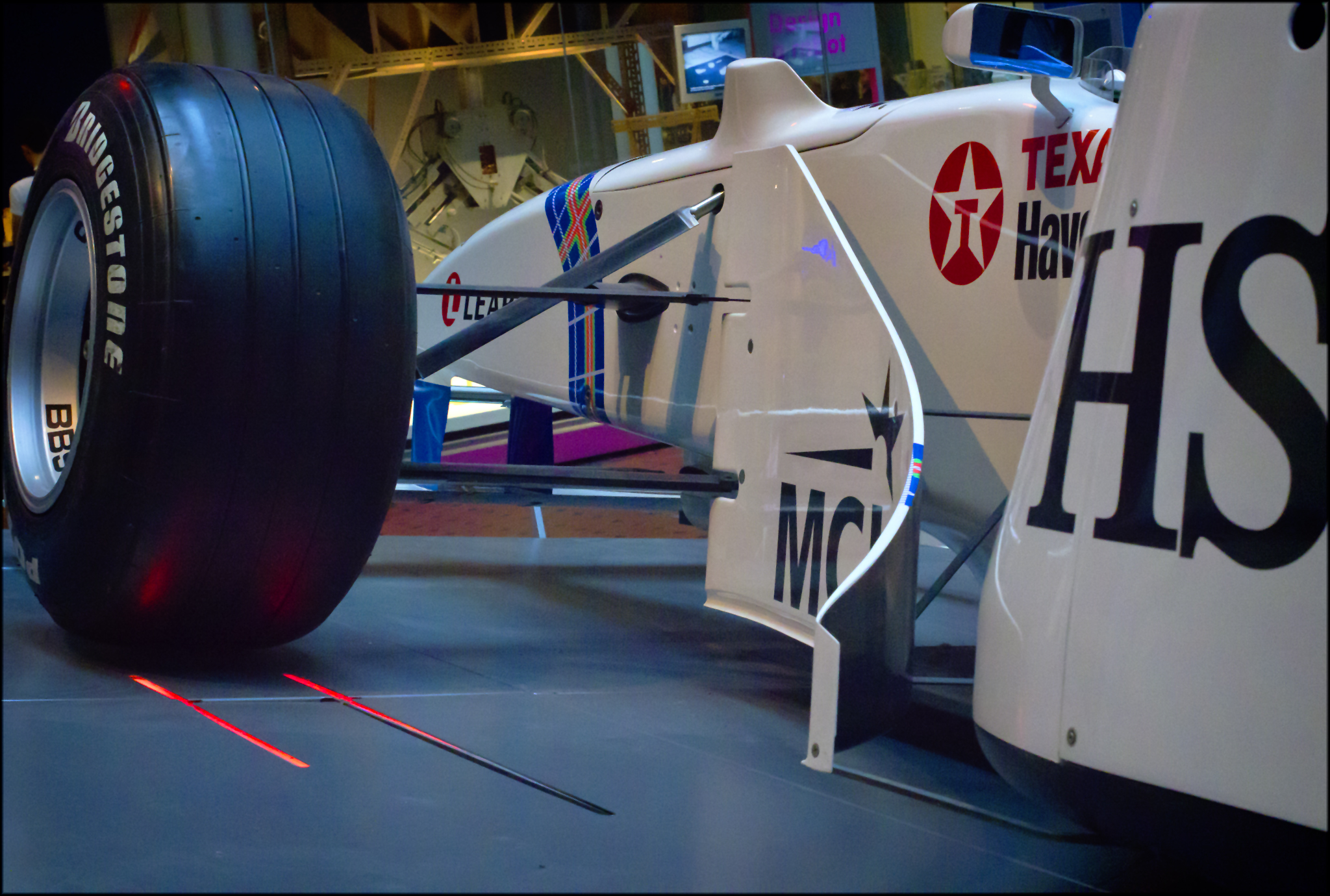
Die vordere Aufhängung
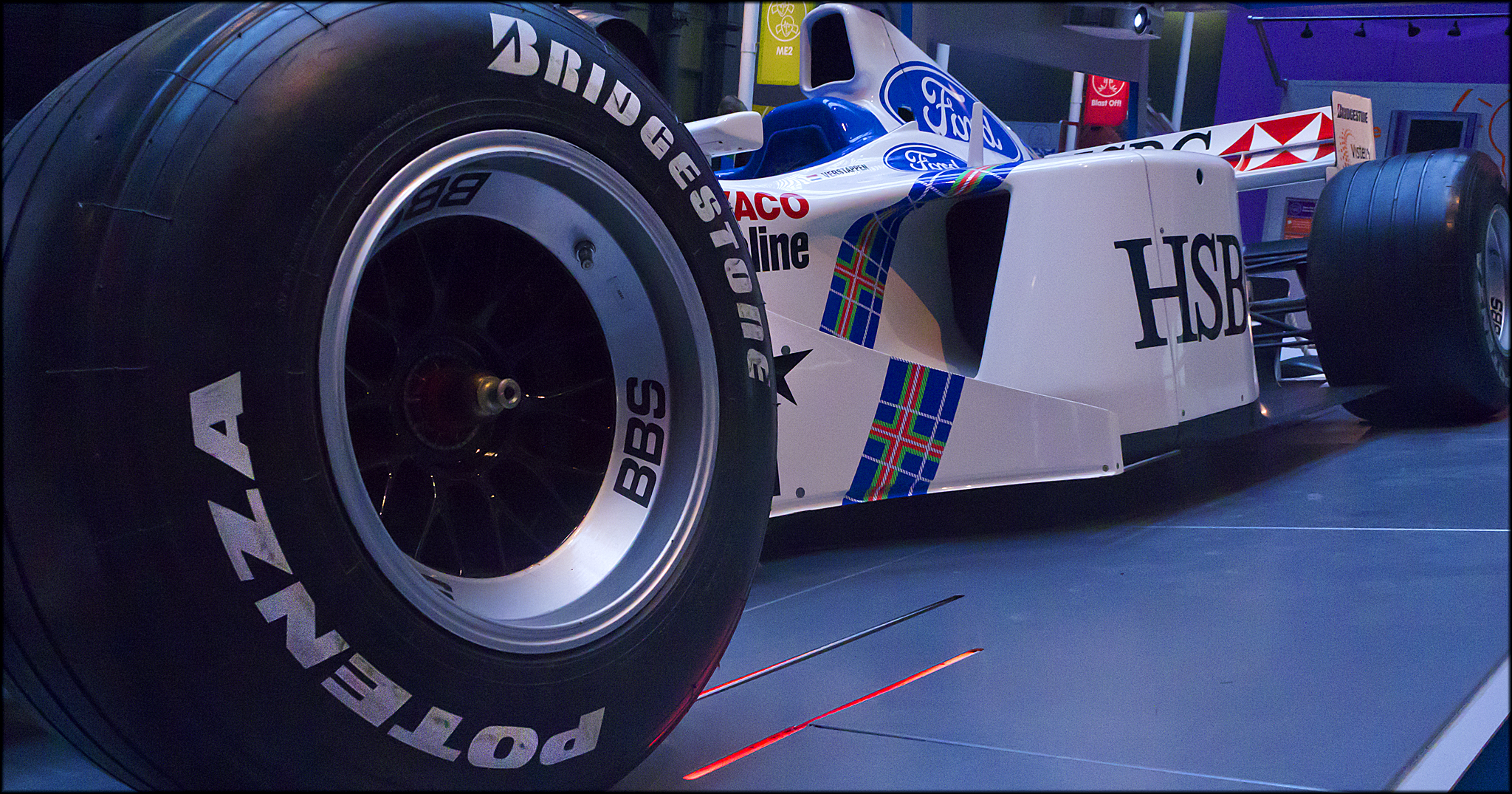
Der seitliche Kühler

Der technische Direktor für die Entwicklung war Alan Jenkins, ihm unterstanden Andy Le Flemming für die Konstruktion sowie Eghbal Hamidy für die aerodynamische Form des Wagens. Der Motor war ein Ford-Zetec-R-V10-Saugmotor mit 3,0 l Hubraum, der bei 16.000/min rund 540 kW 735 PS leistete. Das Sechsgang-Halbautomatikgetriebe baute Stewart in Kooperation mit X-Trac. Die Räder waren einzeln an Doppelquerlenkern mit innenliegenden, über Schubstangen betätigten Feder-Dämpfer-Einheiten von Penske aufgehängt. Die Scheibenbremsen waren mit Bremsscheiben aus kohlenstofffaserverstärkter Siliziumkarbidkeramik ausgerüstet.

## Renngeschichte
Der Stewart SF2 wurde am 13. Jänner 1998 präsentiert. Anders als unter anderem Williams und Benetton testete das Team Anfang Februar nicht in Barcelona, sondern wie Arrows in Großbritannien. Am 3. Februar wurde der Wagen am Santa Pod Raceway von Rubens Barrichello das erste Mal gefahren, zwei Tage später verlegte man die Tests nach Silverstone. Am ersten Trainingstag in Silverstone konnte Magnussen nur eine halbe Runde absolvieren, bevor der Motor ausfiel. Ende Februar flog das Team ebenfalls zum Testen nach Barcelona, war dort aber rund vier Sekunden langsamer als die schnellste Rundenzeit, gefahren von Mika Häkkinen. Bei den Tests zeigte sich die mangelnde Haltbarkeit des Getriebes, das im Verlauf der Saison viele Ausfälle verursachte.
Die Saison verlief aus Sicht des Teams enttäuschend. Zwar war das Chassis gut und der Motor stark, doch durch verschiedene Defekte und mangelnde Haltbarkeit kam es zu etlichen Ausfällen. Sechsmal waren Getriebedefekte, viermal Fahrfehler und dreimal Motorendefekte Ausfallgrund. Die Qualifikationsergebnisse waren allerdings mittelmäßig. Nur zweimal konnte sich Barrichello innerhalb der ersten fünf Startreihen qualifizieren (mit einem fünften Startplatz in Österreich als bestes Ergebnis), und die diesbezüglichen Ergebnisse von Magnussen und Verstappen waren noch weniger gut – Magnussen qualifizierte sich bestenfalls für den 16. Startplatz, während Verstappen mit einer Ausnahme (Platz 12 ebenfalls in Österreich) nur auf den Startplätzen 15 bis 19 zu finden war. Am Ende der Saison belegte Stewart mit fünf Punkten – erzielt durch Magnussen in Kanada und Barrichello in Spanien sowie Monaco – nur den achten Platz in der Konstrukteurswertung, einen Punkt hinter Arrows und vier vor Prost.

## Lackierung und Sponsoring
Die Lackierung des Wagens ist komplett in Weiß gehalten, Heck und Nase ziert ein Schottenmuster, das Markenzeichen von Jackie Stewarts Helm. Der Hauptsponsor HSBC warb auf dem Heckflügel, Frontflügel sowie den seitlichen Kühlern, der Motorenlieferant Ford auf der Airbox und neben dem Cockpit. Weitere Sponsoren waren Bridgestone, Hewlett Packard, Hugo Boss und Texaco.

## Fahrer
Fahrer waren wie im Vorjahr Rubens Barrichello und Jan Magnussen, der nach dem Rennen in Kanada durch den nominierten Testfahrer Jos Verstappen ersetzt wurde. Allerdings verschlechterte sich gegen Saisonende die Stimmung zwischen Teamchef Jackie Stewart und Verstappen so sehr, dass Verstappens Vertrag nach dem letzten Rennen nicht verlängert wurde.

## Weitere Verwendung der Chassis
Ein Wagen, gefahren von Rubens Barrichello, ist im Indianapolis Motor Speedway Museum und eines von Jos Verstappen im National Museum of Scotland ausgestellt.

## Ergebnisse
| Fahrer                          | Nr.                             | 1   | 2   | 3   | 4   | 5  | 6   | 7 | 8  | 9   | 10  | 11  | 12  | 13  | 14  | 15 | 16  | Punkte | Rang |
| ------------------------------- | ------------------------------- | --- | --- | --- | --- | -- | --- | - | -- | --- | --- | --- | --- | --- | --- | -- | --- | ------ | ---- |
| Formel-1-Weltmeisterschaft 1998 | Formel-1-Weltmeisterschaft 1998 |     |     |     |     |    |     |   |    |     |     |     |     |     |     |    |     | 5      | 8.   |
| R. Barrichello                  | 18                              | DNF | DNF | 10  | DNF | 5  | DNF | 5 | 10 | DNF | DNF | DNF | DNF | DNF | 10  | 11 | DNF | 5      | 8.   |
| J. Magnussen                    | 19                              | DNF | 10  | DNF | DNF | 12 | DNF | 6 |    |     |     |     |     |     |     |    |     | 5      | 8.   |
| J. Verstappen                   | 19                              |     |     |     |     |    |     |   | 12 | DNF | DNF | DNF | 13  | DNF | DNF | 13 | DNF | 5      | 8.   |

| Legende  | Legende            | Legende                                                          |
| Farbe    | Abkürzung          | Bedeutung                                                        |
| -------- | ------------------ | ---------------------------------------------------------------- |
| Gold     | –                  | Sieg                                                             |
| Silber   | –                  | 2. Platz                                                         |
| Bronze   | –                  | 3. Platz                                                         |
| Grün     | –                  | Platzierung in den Punkten                                       |
| Blau     | –                  | Klassifiziert außerhalb der Punkteränge                          |
| Violett  | DNF                | Rennen nicht beendet (did not finish)                            |
| Violett  | NC                 | nicht klassifiziert (not classified)                             |
| Rot      | DNQ                | nicht qualifiziert (did not qualify)                             |
| Rot      | DNPQ               | in Vorqualifikation gescheitert (did not pre-qualify)            |
| Schwarz  | DSQ                | disqualifiziert (disqualified)                                   |
| Weiß     | DNS                | nicht am Start (did not start)                                   |
| Weiß     | WD                 | zurückgezogen (withdrawn)                                        |
| Hellblau | PO                 | nur am Training teilgenommen (practiced only)                    |
| Hellblau | TD                 | Freitags-Testfahrer (test driver)                                |
| ohne     | DNP                | nicht am Training teilgenommen (did not practice)                |
| ohne     | INJ                | verletzt oder krank (injured)                                    |
| ohne     | EX                 | ausgeschlossen (excluded)                                        |
| ohne     | DNA                | nicht erschienen (did not arrive)                                |
| ohne     | C                  | Rennen abgesagt (cancelled)                                      |
| ohne     | keine WM-Teilnahme |                                                                  |
| sonstige | P/fett             | Pole-Position                                                    |
| sonstige | 1/2/3/4/5/6/7/8    | Punktplatzierung im Sprint-/Qualifikationsrennen                 |
| sonstige | SR/kursiv          | Schnellste Rennrunde                                             |
| sonstige | *                  | nicht im Ziel, aufgrund der zurückgelegten Distanz aber gewertet |
| sonstige | ()                 | Streichresultate                                                 |
| sonstige | unterstrichen      | Führender in der Gesamtwertung                                   |